# Pardisynopia synopiae
Pardisynopia synopiae är en kräftdjursart. Pardisynopia synopiae ingår i släktet Pardisynopia och familjen Pardaliscidae. Inga underarter finns listade i Catalogue of Life.